# Giải bóng đá Ngoại hạng Anh 1993–94
Giải bóng đá Ngoại hạng Anh mùa giải 1993-94 (được gọi là FA Carling Premiership vì lý do tài trợ) là mùa giải thứ hai của FA Premier League League, giải đấu hàng đầu của bóng đá chuyên nghiệp ở Anh. Manchester United đã vô địch giải đấu với 8 điểm hơn đối thủ xếp thứ hai Blackburn Rovers, chức vô địch giải đấu thứ hai liên tiếp của họ. Swindon Town xếp cuối bảng trong mùa giải đầu tiên thi đấu ở hạng đấu cao nhất bóng đá Anh và bị xuống hạng cùng với Sheffield United và Oldham Athletic . Manchester United cũng phá kỷ lục ghi nhiều điểm nhất trong một mùa giải của chính họ, do chính họ lập ở mùa trước. Điều này đã bị Chelsea vượt qua ở mùa giải 2004–05.

## Danh sách các đội tham dự
22 đội thi đấu trong giải đấu – 19 đội đứng đầu mùa giải trước và 3 đội thăng hạng từ First Division. Các đội được thăng hạng là Newcastle United, West Ham United và Swindon Town. Newcastle United và West Ham United đã trở lại giải đấu hàng đầu sau lần lượt vắng bóng 4 và một năm, trong khi Swindon Town lần đầu tiên và duy nhất chơi ở giải đấu hàng đầu. Họ thay thế Crystal Palace, Middlesbrough và Nottingham Forest, những đội đã xuống hạng chơi ở giải First Division sau quãng thời gian thi đấu ở hạng đấu cao nhất lần lượt là bốn, một và mười sáu năm.

### Sân vận động và địa điểm
| Đội                 | Địa điểm                  | Sân vận động         | Sức chứa |
| ------------------- | ------------------------- | -------------------- | -------- |
| Arsenal             | London (Highbury)         | Highbury             | 38,419   |
| Aston Villa         | Birmingham                | Villa Park           | 39,399   |
| Blackburn Rovers    | Blackburn                 | Ewood Park           | 31,367   |
| Chelsea             | London (Fulham)           | Stamford Bridge      | 36,000   |
| Coventry City       | Coventry                  | Highfield Road       | 23,489   |
| Everton             | Liverpool (Walton)        | Goodison Park        | 40,157   |
| Ipswich Town        | Ipswich                   | Portman Road         | 30,300   |
| Leeds United        | Leeds                     | Elland Road          | 40,204   |
| Liverpool           | Liverpool (Anfield)       | Anfield              | 42,730   |
| Manchester City     | Manchester (Moss Side)    | Maine Road           | 35,150   |
| Manchester United   | Manchester (Old Trafford) | Old Trafford         | 55,314   |
| Newcastle United    | Newcastle upon Tyne       | St James' Park       | 36,649   |
| Norwich City        | Norwich                   | Carrow Road          | 27,010   |
| Oldham Athletic     | Oldham                    | Boundary Park        | 13,512   |
| Queens Park Rangers | London (Shepherd's Bush)  | Loftus Road          | 18,439   |
| Sheffield United    | Sheffield (Highfield)     | Bramall Lane         | 32,702   |
| Sheffield Wednesday | Sheffield (Owlerton)      | Hillsborough Stadium | 39,859   |
| Southampton         | Southampton               | The Dell             | 15,200   |
| Swindon Town        | Swindon                   | County Ground        | 18,152   |
| Tottenham Hotspur   | London (Tottenham)        | White Hart Lane      | 36,230   |
| West Ham United     | London (Upton Park)       | Boleyn Ground        | 28,000   |
| Wimbledon           | London (Selhurst)         | Selhurst Park        | 26,309   |

1. ↑  Do Wimbledon không có sân nhà nên họ đã chơi các trận sân nhà tại Selhurst Park, sân nhà của Crystal Palace.

## Bảng xêp hạng
| VT | Đội                   | ST | T  | H  | B  | BT | BB  | HS  | Đ  | Giành quyền tham dự hoặc xuống hạng           |
| -- | --------------------- | -- | -- | -- | -- | -- | --- | --- | -- | --------------------------------------------- |
| 1  | Manchester United (C) | 42 | 27 | 11 | 4  | 80 | 38  | +42 | 92 | Vòng bảng 1994–95 UEFA Champions League       |
| 2  | Blackburn Rovers      | 42 | 25 | 9  | 8  | 63 | 36  | +27 | 84 | Vòng 1 1994–95 UEFA Cup                       |
| 3  | Newcastle United      | 42 | 23 | 8  | 11 | 82 | 41  | +41 | 77 | Vòng 1 1994–95 UEFA Cup                       |
| 4  | Arsenal               | 42 | 18 | 17 | 7  | 53 | 28  | +25 | 71 | Vòng 1 1994–95 UEFA Cup Winners' Cup          |
| 5  | Leeds United          | 42 | 18 | 16 | 8  | 65 | 39  | +26 | 70 |                                               |
| 6  | Wimbledon             | 42 | 18 | 11 | 13 | 56 | 53  | +3  | 65 |                                               |
| 7  | Sheffield Wednesday   | 42 | 16 | 16 | 10 | 76 | 54  | +22 | 64 |                                               |
| 8  | Liverpool             | 42 | 17 | 9  | 16 | 59 | 55  | +4  | 60 |                                               |
| 9  | Queens Park Rangers   | 42 | 16 | 12 | 14 | 62 | 61  | +1  | 60 |                                               |
| 10 | Aston Villa           | 42 | 15 | 12 | 15 | 46 | 50  | −4  | 57 | Vòng 1 1994–95 UEFA Cup                       |
| 11 | Coventry City         | 42 | 14 | 14 | 14 | 43 | 45  | −2  | 56 |                                               |
| 12 | Norwich City          | 42 | 12 | 17 | 13 | 65 | 61  | +4  | 53 |                                               |
| 13 | West Ham United       | 42 | 13 | 13 | 16 | 47 | 58  | −11 | 52 |                                               |
| 14 | Chelsea               | 42 | 13 | 12 | 17 | 49 | 53  | −4  | 51 | Vòng 1 1994–95 UEFA Cup Winners' Cup          |
| 15 | Tottenham Hotspur     | 42 | 11 | 12 | 19 | 54 | 59  | −5  | 45 |                                               |
| 16 | Manchester City       | 42 | 9  | 18 | 15 | 38 | 49  | −11 | 45 |                                               |
| 17 | Everton               | 42 | 12 | 8  | 22 | 42 | 63  | −21 | 44 |                                               |
| 18 | Southampton           | 42 | 12 | 7  | 23 | 49 | 66  | −17 | 43 |                                               |
| 19 | Ipswich Town          | 42 | 9  | 16 | 17 | 35 | 58  | −23 | 43 |                                               |
| 20 | Sheffield United (R)  | 42 | 8  | 18 | 16 | 42 | 60  | −18 | 42 | Xuống chơi tại Football League First Division |
| 21 | Oldham Athletic (R)   | 42 | 9  | 13 | 20 | 42 | 68  | −26 | 40 | Xuống chơi tại Football League First Division |
| 22 | Swindon Town (R)      | 42 | 5  | 15 | 22 | 47 | 100 | −53 | 30 | Xuống chơi tại Football League First Division |

1. ↑  Arsenal tham dự Winners' Cup khi là đương kim vô địch European Cup Winners' Cup 1993-94.
2. ↑  Aston Villa tham dự  UEFA Cup khi vô địch Football League Cup 1993–94.
3. ↑  Chelsea tham dự Winners' Cup khi là á quân FA Cup 1993-94, nhà vô địch Manchester United tham dự Champions League.

## Kết quả chi tiết
| Nhà \ Khách         | ARS | AVL | BLB | CHE | COV | EVE | IPS | LEE | LIV | MCI | MUN | NEW | NOR | OLD | QPR | SHU | SHW | SOU | SWI | TOT | WHU | WIM |
| ------------------- | --- | --- | --- | --- | --- | --- | --- | --- | --- | --- | --- | --- | --- | --- | --- | --- | --- | --- | --- | --- | --- | --- |
| Arsenal             | —   | 1–2 | 1–0 | 1–0 | 0–3 | 2–0 | 4–0 | 2–1 | 1–0 | 0–0 | 2–2 | 2–1 | 0–0 | 1–1 | 0–0 | 3–0 | 1–0 | 1–0 | 1–1 | 1–1 | 0–2 | 1–1 |
| Aston Villa         | 1–2 | —   | 0–1 | 1–0 | 0–0 | 0–0 | 0–1 | 1–0 | 2–1 | 0–0 | 1–2 | 0–2 | 0–0 | 1–2 | 4–1 | 1–0 | 2–2 | 0–2 | 5–0 | 1–0 | 3–1 | 0–1 |
| Blackburn Rovers    | 1–1 | 1–0 | —   | 2–0 | 2–1 | 2–0 | 0–0 | 2–1 | 2–0 | 2–0 | 2–0 | 1–0 | 2–3 | 1–0 | 1–1 | 0–0 | 1–1 | 2–0 | 3–1 | 1–0 | 0–2 | 3–0 |
| Chelsea             | 0–2 | 1–1 | 1–2 | —   | 1–2 | 4–2 | 1–1 | 1–1 | 1–0 | 0–0 | 1–0 | 1–0 | 1–2 | 0–1 | 2–0 | 3–2 | 1–1 | 2–0 | 2–0 | 4–3 | 2–0 | 2–0 |
| Coventry City       | 1–0 | 0–1 | 2–1 | 1–1 | —   | 2–1 | 1–0 | 0–2 | 1–0 | 4–0 | 0–1 | 2–1 | 2–1 | 1–1 | 0–1 | 0–0 | 1–1 | 1–1 | 1–1 | 1–0 | 1–1 | 1–2 |
| Everton             | 1–1 | 0–1 | 0–3 | 4–2 | 0–0 | —   | 0–0 | 1–1 | 2–0 | 1–0 | 0–1 | 0–2 | 1–5 | 2–1 | 0–3 | 4–2 | 0–2 | 1–0 | 6–2 | 0–1 | 0–1 | 3–2 |
| Ipswich Town        | 1–5 | 1–2 | 1–0 | 1–0 | 0–2 | 0–2 | —   | 0–0 | 1–2 | 2–2 | 1–2 | 1–1 | 2–1 | 0–0 | 1–3 | 3–2 | 1–4 | 1–0 | 1–1 | 2–2 | 1–1 | 0–0 |
| Leeds United        | 2–1 | 2–0 | 3–3 | 4–1 | 1–0 | 3–0 | 0–0 | —   | 2–0 | 3–2 | 0–2 | 1–1 | 0–4 | 1–0 | 1–1 | 2–1 | 2–2 | 0–0 | 3–0 | 2–0 | 1–0 | 4–0 |
| Liverpool           | 0–0 | 2–1 | 0–1 | 2–1 | 1–0 | 2–1 | 1–0 | 2–0 | —   | 2–1 | 3–3 | 0–2 | 0–1 | 2–1 | 3–2 | 1–2 | 2–0 | 4–2 | 2–2 | 1–2 | 2–0 | 1–1 |
| Manchester City     | 0–0 | 3–0 | 0–2 | 2–2 | 1–1 | 1–0 | 2–1 | 1–1 | 1–1 | —   | 2–3 | 2–1 | 1–1 | 1–1 | 3–0 | 0–0 | 1–3 | 1–1 | 2–1 | 0–2 | 0–0 | 0–1 |
| Manchester United   | 1–0 | 3–1 | 1–1 | 0–1 | 0–0 | 1–0 | 0–0 | 0–0 | 1–0 | 2–0 | —   | 1–1 | 2–2 | 3–2 | 2–1 | 3–0 | 5–0 | 2–0 | 4–2 | 2–1 | 3–0 | 3–1 |
| Newcastle United    | 2–0 | 5–1 | 1–1 | 0–0 | 4–0 | 1–0 | 2–0 | 1–1 | 3–0 | 2–0 | 1–1 | —   | 3–0 | 3–2 | 1–2 | 4–0 | 4–2 | 1–2 | 7–1 | 0–1 | 2–0 | 4–0 |
| Norwich City        | 1–1 | 1–2 | 2–2 | 1–1 | 1–0 | 3–0 | 1–0 | 2–1 | 2–2 | 1–1 | 0–2 | 1–2 | —   | 1–1 | 3–4 | 0–1 | 1–1 | 4–5 | 0–0 | 1–2 | 0–0 | 0–1 |
| Oldham Athletic     | 0–0 | 1–1 | 1–2 | 2–1 | 3–3 | 0–1 | 0–3 | 1–1 | 0–3 | 0–0 | 2–5 | 1–3 | 2–1 | —   | 4–1 | 1–1 | 0–0 | 2–1 | 2–1 | 0–2 | 1–2 | 1–1 |
| Queens Park Rangers | 1–1 | 2–2 | 1–0 | 1–1 | 5–1 | 2–1 | 3–0 | 0–4 | 1–3 | 1–1 | 2–3 | 1–2 | 2–2 | 2–0 | —   | 2–1 | 1–2 | 2–1 | 1–3 | 1–1 | 0–0 | 1–0 |
| Sheffield United    | 1–1 | 1–2 | 1–2 | 1–0 | 0–0 | 0–0 | 1–1 | 2–2 | 0–0 | 0–1 | 0–3 | 2–0 | 1–2 | 2–1 | 1–1 | —   | 1–1 | 0–0 | 3–1 | 2–2 | 3–2 | 2–1 |
| Sheffield Wednesday | 0–1 | 0–0 | 1–2 | 3–1 | 0–0 | 5–1 | 5–0 | 3–3 | 3–1 | 1–1 | 2–3 | 0–1 | 3–3 | 3–0 | 3–1 | 3–1 | —   | 2–0 | 3–3 | 1–0 | 5–0 | 2–2 |
| Southampton         | 0–4 | 4–1 | 3–1 | 3–1 | 1–0 | 0–2 | 0–1 | 0–2 | 4–2 | 0–1 | 1–3 | 2–1 | 0–1 | 1–3 | 0–1 | 3–3 | 1–1 | —   | 5–1 | 1–0 | 0–2 | 1–0 |
| Swindon Town        | 0–4 | 1–2 | 1–3 | 1–3 | 3–1 | 1–1 | 2–2 | 0–5 | 0–5 | 1–3 | 2–2 | 2–2 | 3–3 | 0–1 | 1–0 | 0–0 | 0–1 | 2–1 | —   | 2–1 | 1–1 | 2–4 |
| Tottenham Hotspur   | 0–1 | 1–1 | 0–2 | 1–1 | 1–2 | 3–2 | 1–1 | 1–1 | 3–3 | 1–0 | 0–1 | 1–2 | 1–3 | 5–0 | 1–2 | 2–2 | 1–3 | 3–0 | 1–1 | —   | 1–4 | 1–1 |
| West Ham United     | 0–0 | 0–0 | 1–2 | 1–0 | 3–2 | 0–1 | 2–1 | 0–1 | 1–2 | 3–1 | 2–2 | 2–4 | 3–3 | 2–0 | 0–4 | 0–0 | 2–0 | 3–3 | 0–0 | 1–3 | —   | 0–2 |
| Wimbledon           | 0–3 | 2–2 | 4–1 | 1–1 | 1–2 | 1–1 | 0–2 | 1–0 | 1–1 | 1–0 | 1–0 | 4–2 | 3–1 | 3–0 | 1–1 | 2–0 | 2–1 | 1–0 | 3–0 | 2–1 | 1–2 | —   |

## Vua phá lưới

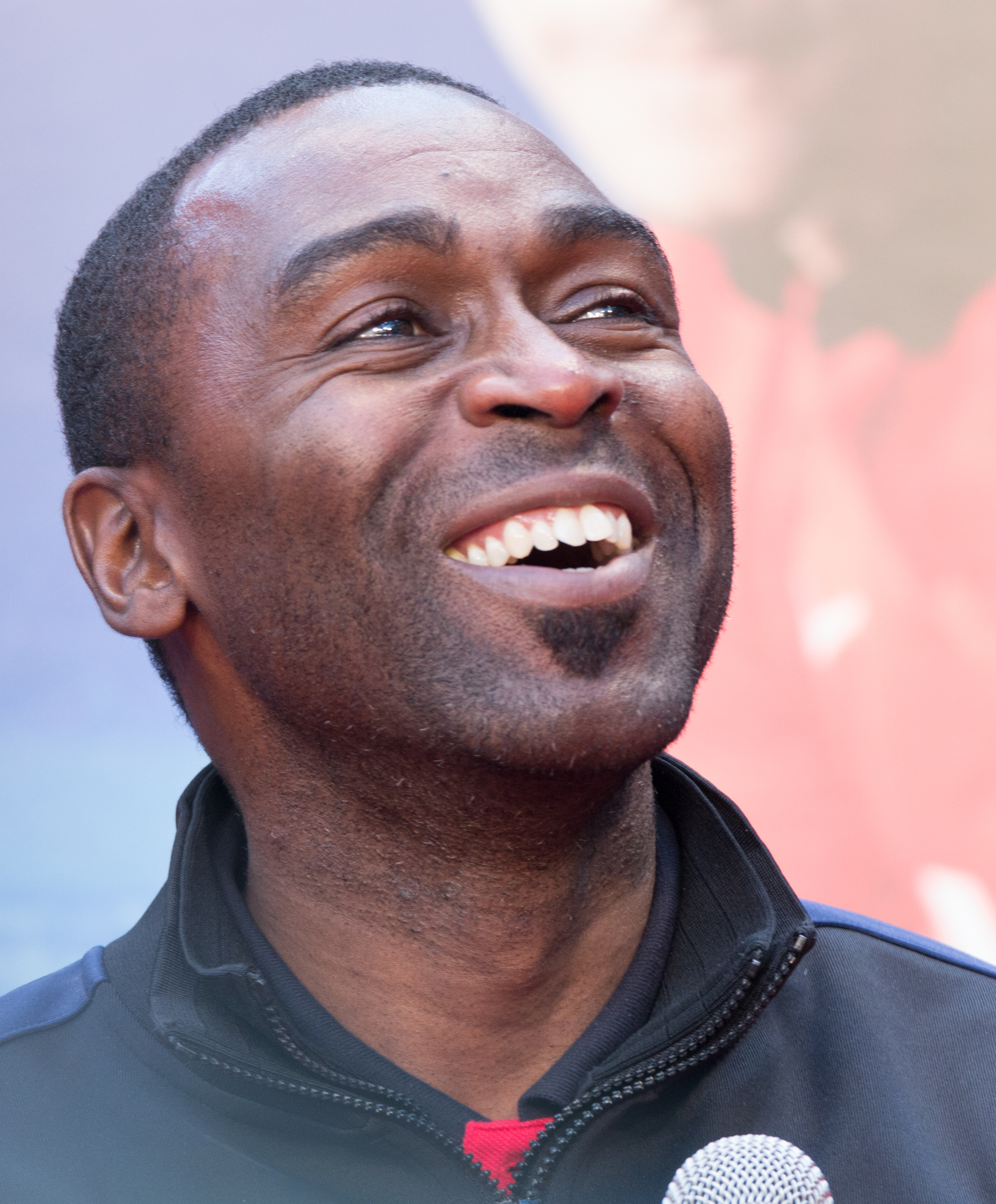
Cầu thủ của Newcastle Andy Cole là vua phá lưới của Ngoại hạng Anh 1993-94 với 34 bàn thắng.Ngoài ra anh cũng có 13 pha kiến tạo cho câu lạc bộ trong mùa giải này.

| Xếp hạng | Cầu thủ         | Câu lạc bộ          | Bàn thắng |
| -------- | --------------- | ------------------- | --------- |
| 1        | Andy Cole       | Newcastle United    | 34        |
| 2        | Alan Shearer    | Blackburn Rovers    | 31        |
| 3        | Matt Le Tissier | Southampton         | 25        |
| 3        | Chris Sutton    | Norwich City        | 25        |
| 5        | Ian Wright      | Arsenal             | 23        |
| 6        | Peter Beardsley | Newcastle United    | 21        |
| 7        | Mark Bright     | Sheffield Wednesday | 19        |
| 8        | Eric Cantona    | Manchester United   | 18        |
| 9        | Dean Holdsworth | Wimbledon           | 17        |
| 9        | Rod Wallace     | Leeds United        | 17        |

#### Cầu thủ lập hat-tricks
| Cầu thủ          | Câu lạc bộ          | Đối thủ          | Kết quả | Ngày                 |
| ---------------- | ------------------- | ---------------- | ------- | -------------------- |
| Micky Quinn      | Coventry City       | Arsenal          | 3–0 (A) | 14 tháng 8 năm 1993  |
| Tony Cottee      | Everton             | Sheffield United | 4–2 (H) | 21 tháng 8 năm 1993  |
| Kevin Campbell   | Arsenal             | Ipswich Town     | 4–0 (H) | 11 tháng 9 năm 1993  |
| Efan Ekoku4      | Norwich City        | Everton          | 5–1 (A) | 25 tháng 9 năm 1993  |
| Alan Shearer     | Blackburn Rovers    | Leeds United     | 3–3 (A) | 23 tháng 10 năm 1993 |
| Peter Beardsley  | Newcastle United    | Wimbledon        | 4–0 (H) | 30 tháng 10 năm 1993 |
| Robbie Fowler    | Liverpool           | Southampton      | 4–2 (H) | 30 tháng 10 năm 1993 |
| Bradley Allen    | Queens Park Rangers | Everton          | 3–0 (A) | 20 tháng 11 năm 1993 |
| Andy Cole        | Newcastle United    | Liverpool        | 3–0 (H) | 21 tháng 11 năm 1993 |
| Kevin Campbell   | Arsenal             | Swindon Town     | 4–0 (A) | 27 tháng 12 năm 1993 |
| Tony Cottee      | Everton             | Swindon Town     | 6–2 (H) | 15 tháng 1 năm 1994  |
| Jan Åge Fjørtoft | Swindon Town        | Coventry City    | 3–1 (H) | 5 tháng 2 năm 1994   |
| Dean Saunders    | Aston Villa         | Swindon Town     | 5–0 (H) | 12 tháng 2 năm 1994  |
| Matt Le Tissier  | Southampton         | Liverpool        | 4–2 (H) | 14 tháng 2 năm 1994  |
| Andy Cole        | Newcastle United    | Coventry City    | 4–0 (H) | 23 tháng 2 năm 1994  |
| Ian Wright       | Arsenal             | Ipswich Town     | 5–1 (A) | 5 tháng 3 năm 1994   |
| Ian Wright       | Arsenal             | Southampton      | 4–0 (A) | 19 tháng 3 năm 1994  |
| Matt Le Tissier  | Southampton         | Norwich City     | 5–4 (A) | 9 tháng 4 năm 1994   |
| Dean Holdsworth  | Wimbledon           | Oldham Athletic  | 3–0 (H) | 26 tháng 4 năm 1994  |

Note: 4 – Cầu thủ ghi 4 bàn; (H) – Sân nhà; (A) – Sân khách

### Top kiến tạo
| Xếp hạng | Cầu thủ         | Câu lạc bộ          | Kiến tạo |
| -------- | --------------- | ------------------- | -------- |
| 1        | Andy Cole       | Newcastle United    | 13       |
| 2        | Eric Cantona    | Manchester United   | 12       |
| 3        | Brian Deane     | Sheffield United    | 11       |
| 3        | Ruel Fox        | Norwich City        | 11       |
| 3        | Chris Sutton    | Norwich City        | 11       |
| 6        | Matty Holmes    | West Ham United     | 10       |
| 6        | Paul Ince       | Manchester United   | 10       |
| 6        | Scott Sellars   | Newcastle United    | 10       |
| 9        | Matt Le Tissier | Southampton         | 9        |
| 9        | Jason Wilcox    | Blackburn Rovers    | 9        |
| 9        | Ray Wilkins     | Queens Park Rangers | 9        |
| 9        | Dennis Wise     | Chelsea             | 9        |